# Babérlombú erdők

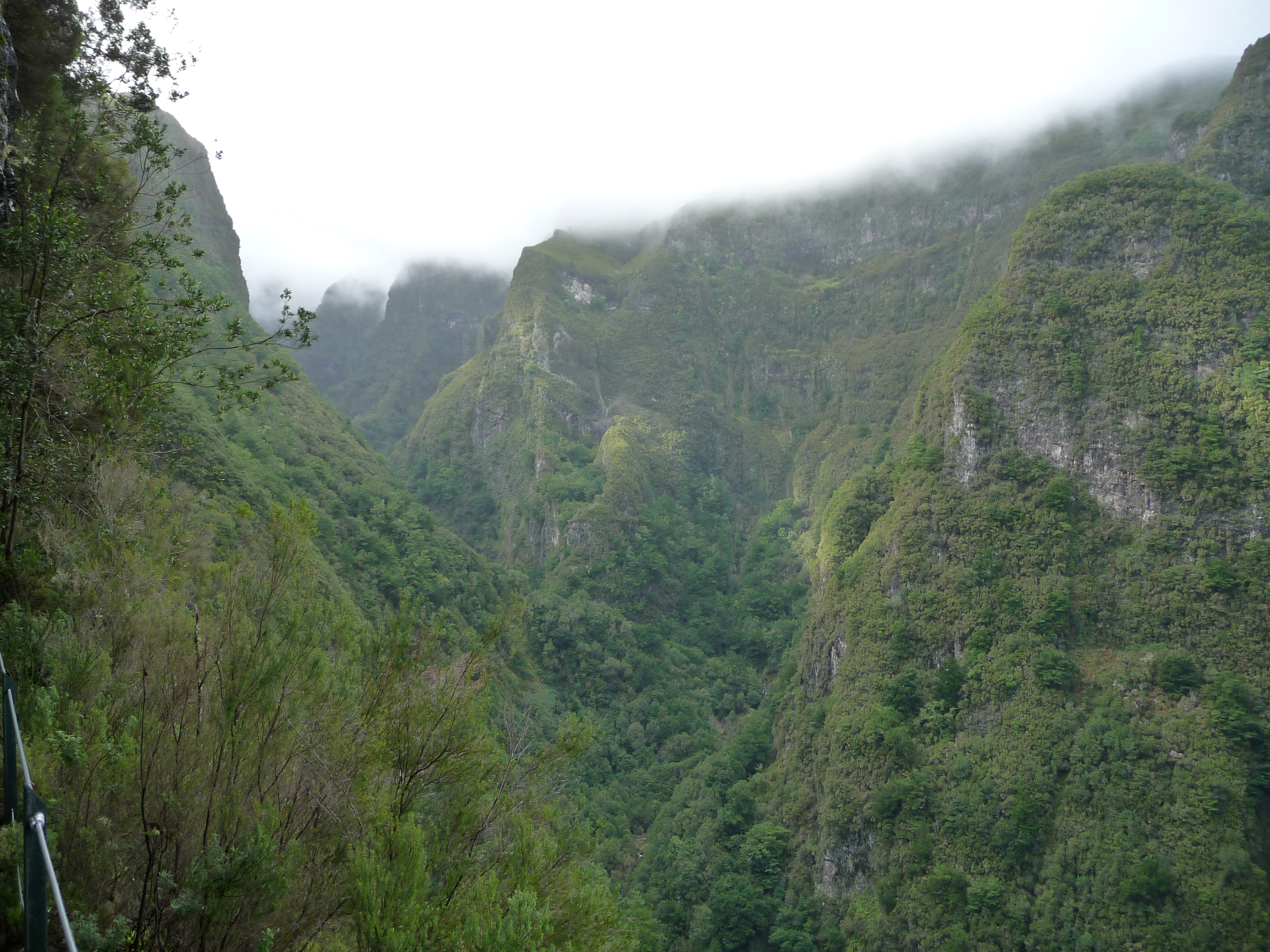
Madeirai babérlombú erdő a Ribeira da Fonte da Laura völgyében (Madeira)

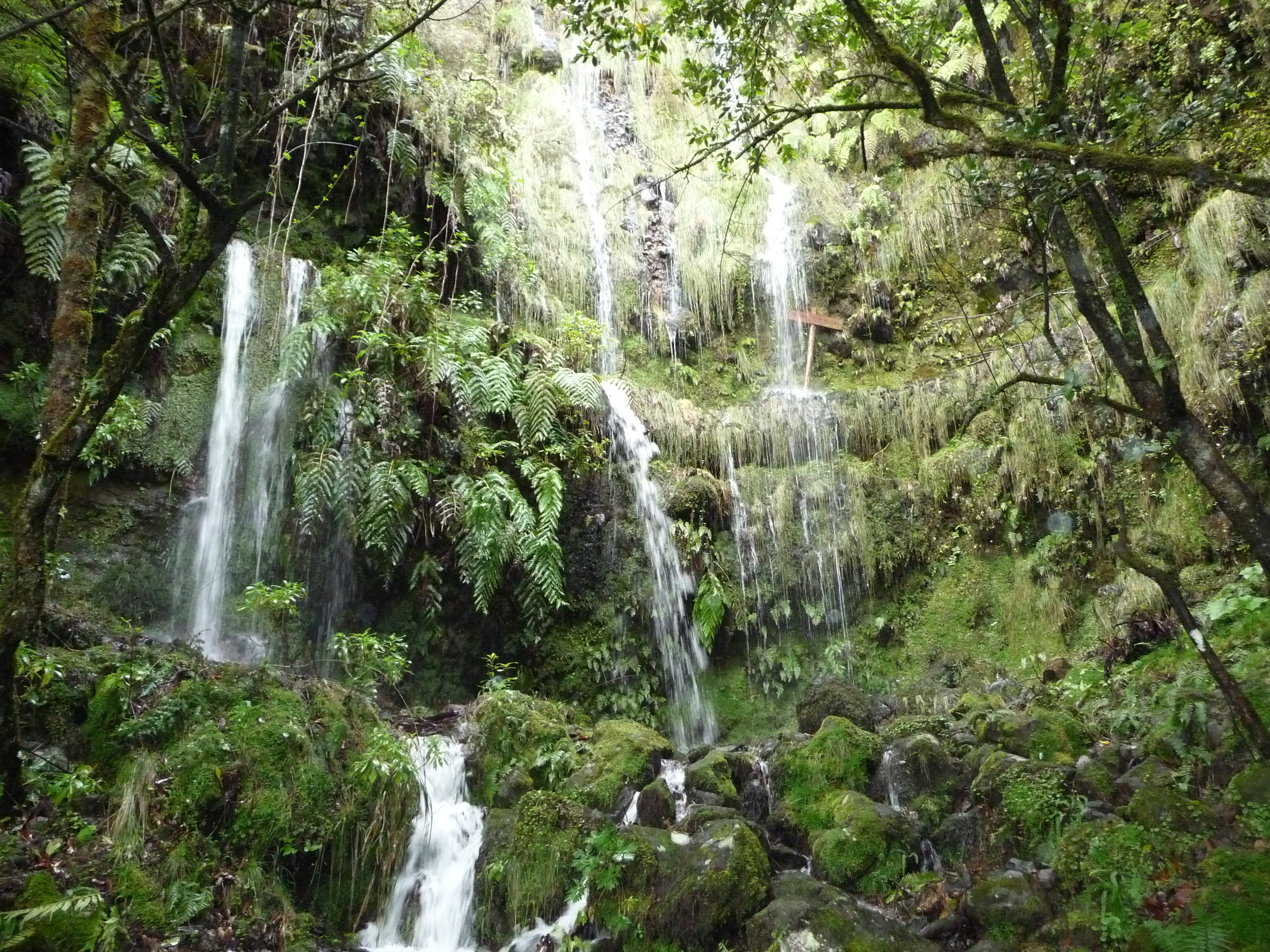
Babérlombú erdő (Madeira, Queimadas)

Az örökzöld babérlombú erdők (más néven: szubtrópusi esőerdők, humid-szubtrópusi erdők, Laurolignosa) a kontinensek keleti felén, a 25. és 35. szélesség között, a trópusok és a meleg mérsékelt égöv határán, a passzát- és monszunszelek hatása alatt álló, az északi és a déli féltekén egyaránt előforduló átmeneti övezetben (óceáni szigeteken is) alakultak ki.

## Éghajlati feltételek
Fő jellemzők:
- kiegyenlített csapadékjárás (esetleg téli csapadékminimum),
- a legtöbb csapadék jellemzően a legmelegebb hónapban hull,
- az évi középhőmérséklet 15 °C vagy több,
- fagypont alá télen is csak átmenetileg száll a hőmérséklet,
- a napi és az évi hőingás kicsi,
- a tél enyhe, fagymentes,
- nagy páratartalom; erős ködképződés vagy felhőzet.

Az egyes, babérlombú erdőkkel borított területek éghajlata egyik-másik ponton jelentősen eltérhet a fentebb összefoglalt sajátosságoktól. Különösen igaz ez az óceáni szigetekre, amint ezt Madeira példája (nyári csapadékminimummal) szemléletesen érzékelteti.

## Elterjedésük
Babérlombú erdők a Föld kilenc táján alakultak ki. Ezek:
- Kelet-Ázsia monszun éghajlatú vidéke (Korea, Kína, Dél-Japán),
- az Amerikai Egyesült Államok délnyugati része (Kalifornia),
- Florida atlanti partvidéke,
- Makaronézia, tehát az Azori- a Madeira- és a Kanári-szigetek,
- Délkelet-Ausztrália keleti partvidéke (Új-Dél-Wales) és Új-Zéland északi szigete,
- Dél-Chile,
- a Kaukázus nyugati oldala;
- a Pireneusok egyes részei és
- a Balkán-félsziget csapadékosabb részei.

## Általános jellemzőik
Lombkoronaszintjükben kevés fajt találunk. Ezek megjelenése nagyon hasonló: örökzöld, laza szerkezetű leveleik középnagyok, kopaszok, fényesek és bőrneműek (innen a „babérlombú” név).A fény jobb hasznosítása érdekében leveleik a beesési szögre merőlegesen állnak. Gyepszintjük fajgazdag; többnyire a páfrányok uralják. Mohaszintjük és zuzmószintjük is erősen fejlett: a mohák többnyire a talajon, a köveken és a fatörzseken nőnek, a zuzmók hosszú szakállakként a fák ágairól csüngenek alá. Cserjeszintjük túlnő az erdők elterjedési területén: nedves éghajlaton benyomul az alhavasi övbe (alhavasi cserjeöv), szárazabb viszonyok közt a lombos és tűlevelű erdők aljnövényzeteként tűnik föl.
Mivel a felsorolt tájak öt különböző flórabirodalom részei, az egyes flóraterületek növényzete igencsak eltérő. Közös vonásuk, hogy fáik levelei pergamenszerűek, bennük a keménylombú fákénál kevesebb a szilárdító szövet. A levelek többnyire kicsik. Az északi féltekén (Holarktisz) ezek a fák leginkább babérfélék, örökzöld tölgyfajok, liliomfák és mocsárciprus. A déli féltekén nyitvatermők válnak jellemzővé, így Dél-Amerikában az araukáriafenyők. Kelet-Ázsiától Észak-Ausztráliáig mellettük jelentős szerephez jut a bambusz.
Jellegzetes talajaik a sárga és vörös podzolok.
Érdekesség, hogy a közismert, az egész növényrend nevét adó babér (Laurus nobilis) nem a babérlombú erdők, hanem a keménylombú erdők karakterfaja.
A Balkán-félszigeten és alárendelten néhány más olyan területen, ahol a keménylombú és a babérlombú erdők egymás közelében nőttek, és az emberi tevékenység mindkettőt jelentősen letarolta, az erodált talajokra helyenként a két növénytársulás fajait vegyesen tartalmazó cserjetársulás, úgynevezett pszeudomacchia települt be.

## Változatok
A jellemző fajok földrajzi elterjedése és a helyi klímaviszonyok (tengerszint feletti magasság stb.) szerint számos típusát különböztetjük meg.

### Makaronéziai babérlombú erdők
A vulkáni szigetek meredek hegyoldalain erőteljes a vertikális zonalitás; a növényzet szintenként más és más:
- az alsó zónában az úgynevezett cserje formációt találjuk,
- efölött az úgynevezett kanári babérlombú erdő nő:
  - a Kanári-szigeteken 800–2000 m között;
  - Madeirán mintegy 600 m-ig,
- Madeirán e fölött (600–1300 m) húzódik a madeirai babérlombú erdők öve, ami a Kanári-szigeteken hiányzik;
- az ehhez elég magas szigeteken efölött gyér, magashegyi növényzetet (csarabos fenyért) találunk.

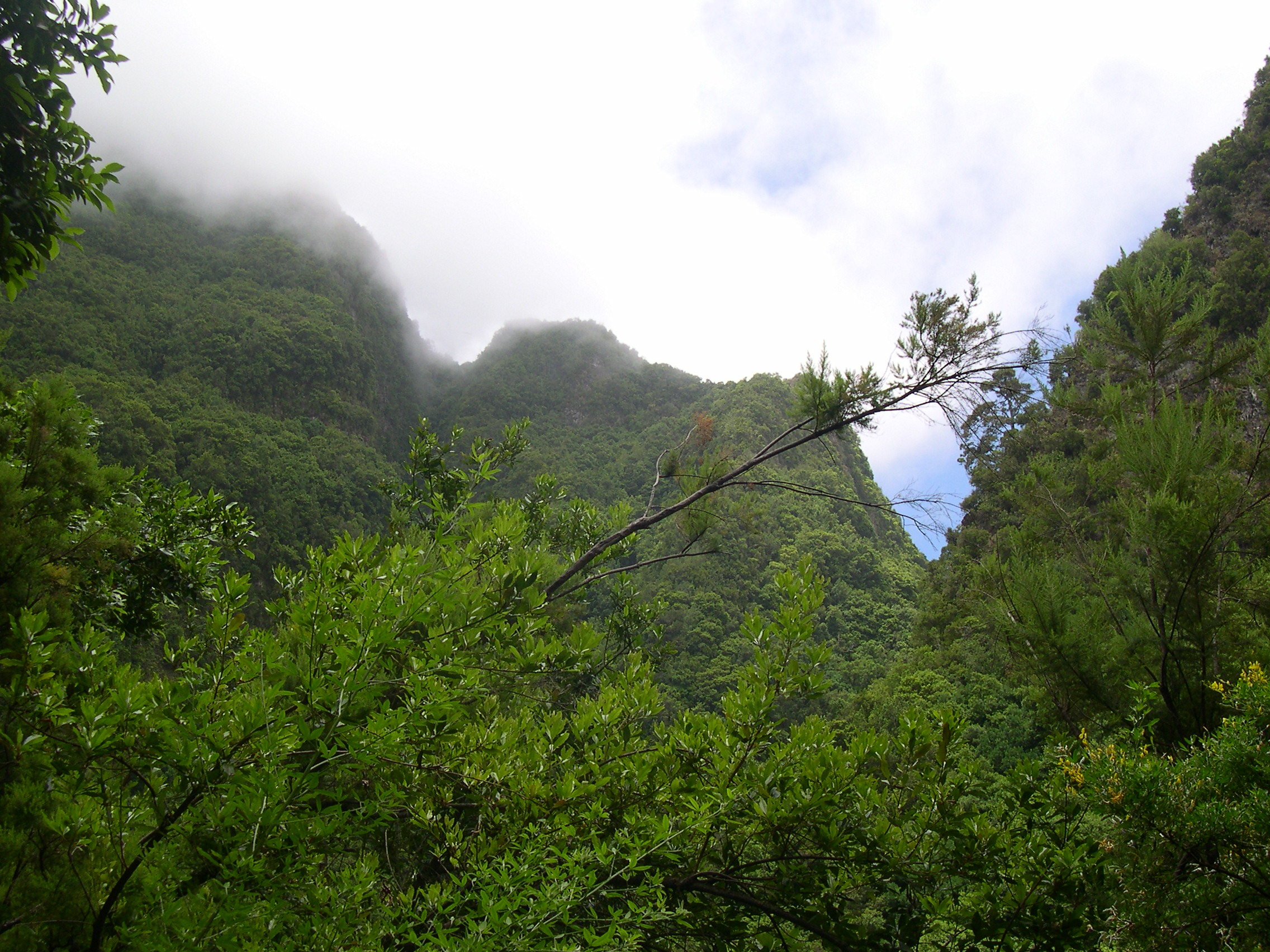
Los Tilos, La Palma, Kanári-szk.

#### A cserje formáció
A cserje formáció domináns fafajtája a sárkányvérfa (Dracaena draco).
A cserjeszint (bozót) jellemző nemzetségei:

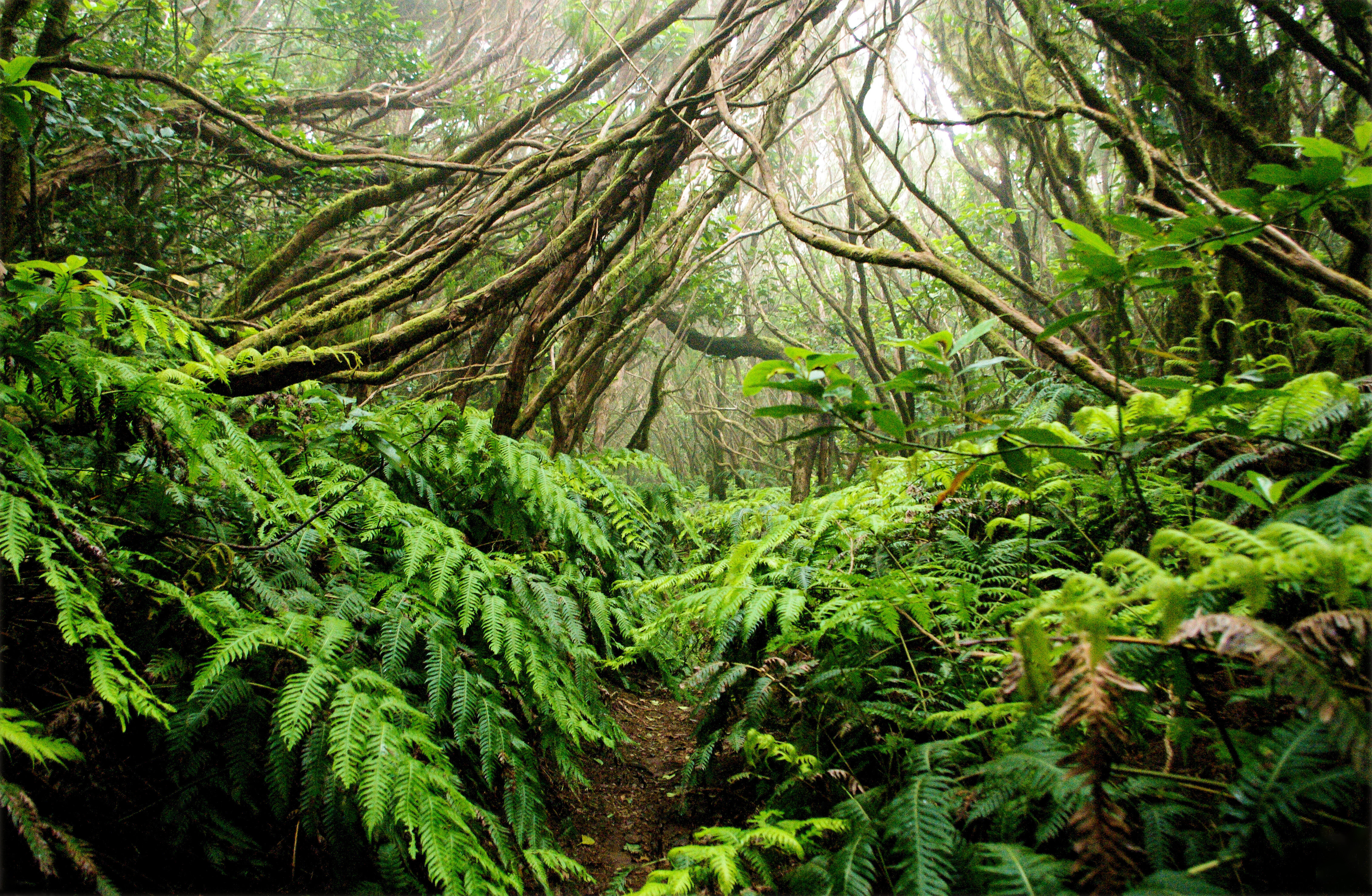
Tenerife (Anaga)

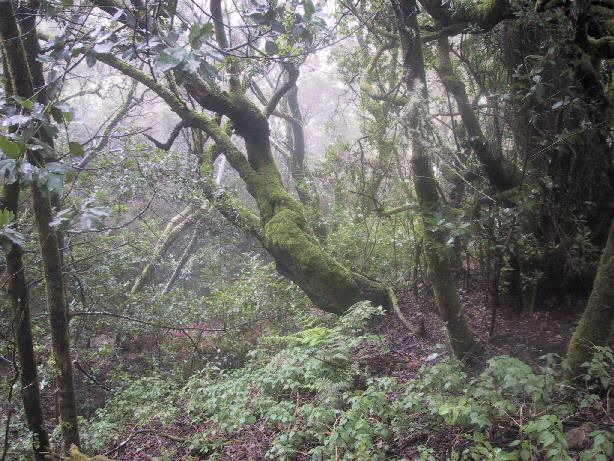
La Gomera

- kutyatej (Euphorbia),
- gubóvirág (Globularia),
- kígyószisz (Echium).

#### A kanári babérlombú erdő
Fontosabb fafajok:
- avokádó (Persea indica),
- kanári babér (Laurus novocanariensis),
- teafélék (Theaceae),
- közönséges magyal (Ilex aquifolium),
- kanári fenyő (Pinus canariensis)
- kanári fűz,
- kanári magyal (Ilex perado)

Sok a folyondár; jellemző növénye a borostyán (Hedera helix).

#### A madeirai babérlombú erdő
Fontosabb fafajok:
- azori babér (Laurus azorica),
- Ocotea foetens,
- Madeira-mahagóni (Persea indica),

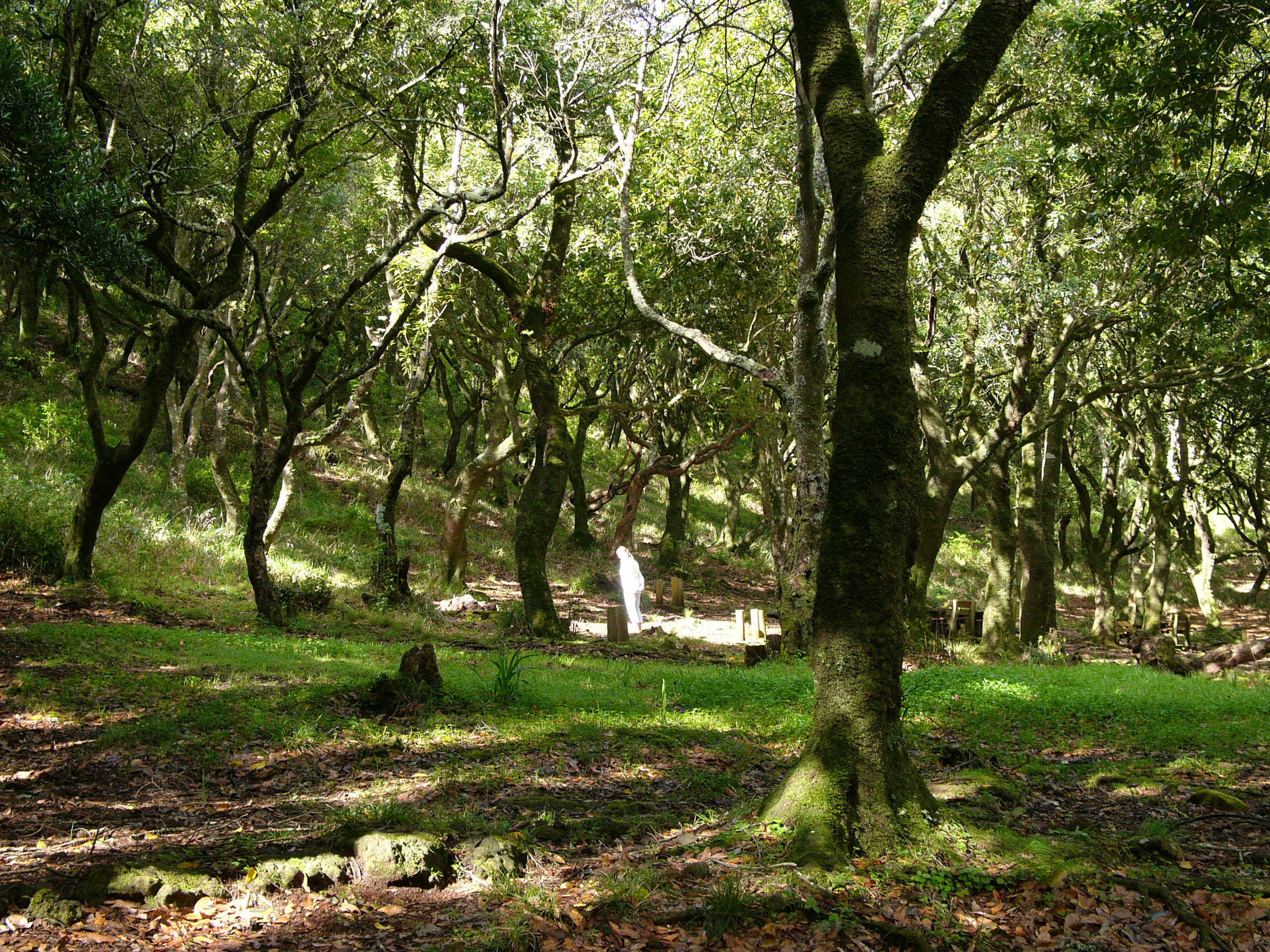
Madeira

- kanári babérfa (Apollonias barbujana),
- Myrica faya,
- Madeira-gyöngyvirágfa (Madeira-gyöngyvirágcserje, Clethra arborea)
- Madeira-cédrus (Juniperus cedrus);

Jellemző cserjefajok:
- Pittosporum coriaceum;
- madeirai berkenye (Sorbus maderensis).

Az erdők nedves talaján, a gyepszintben él:
- azori boglárka (Ranunculus cortusifolius)
- Madeira-gólyaorr (Geranium maderense).

### Ausztrál babérlombú erdő
Ausztrália, pontosabban a Wallace-vonallal határolt terület önálló flórabirodalom (Ausztralisz). A kontinens területének mintegy 80 százaléka sivatag, a Nagy-Vízválasztó-hegység keleti lejtői azonban csapadékosak: a kontinens északi részén trópusi, közepén-déli részén monszun éghajlattal. Sydney környékén a Kék-hegység (Blue Mountains) széles, lapos, enyhe lejtésű hegyhátait zömmel eukaliptusz fajokból álló erdők uralták el (ezek kékesszürke lombjáról kapta nevét a hegység). Az eredeti (az eukaliptusz térhódítása előtti) babérlombú erdők foltjai csak a 200–400 méter mélyen bevágódó szurdokvölgyekben maradtak fenn.
Az ausztrál babérlombú erdők különlegessége, hogy Gondwana ősi flórájának maradványai. Uralkodó fája a csónakfa – a trópusokon elterjed Cunoniaceae család csak Délkelet-Ausztrália erdeiben élő faja (kiváló épület- és bútorfa). Az ausztrál babérfélék családjából gyakori az ausztrál szaszafrasz (Doryphora sassafras), aminek illóolajából parfümöket készítenek. Az alacsonyabb lombkoronaszintben, cserjeszintben 6–10 m magasra növő törzses páfrányok közül említésre méltó az óriás hópáfrányfa, az ausztrál serlegpáfrány és a fogazott óriáspáfrány (más néven királypáfrány). A bolwarra avagy ausztrál guáva (Eupomatia) nemzetség mindkét faja (E. laurina, E. bennettii) Délkelet-Ausztráliában endemikus. A patakok fölött függönyszerű, áthatolhatatlan liánszövevényként függ a szőlőfélékkel rokon halványszürke délszőlő, valamint a szivarfafélékkel rokon ausztrál lugasszőlő. Ezekben az erdőmaradványokban, a párás szurdokvölgyek sziklapárkányain élnek az élő kövületnek tekintett sárkányfenyő (Wollemia nobilis) utolsó példányai (mintegy száz egyed). Jellemzőek még a kőtiszafafélék (Podocarpales).
Az ausztrál babérlombú erdők állatvilágának jellemző képviselői:
- a hidasgyík (Sphenodon punctatum),
- a keapapagáj (Nestor notabilis),
- (Új-Zélandon még) a kivi (Aptirex australis).

### Kaukázusi babérlombú erdő
Ezen a vidéken a zárt babérlombú erdő általában 1000 m felett alakult ki. Fontosabb fajok:
- keleti bükk (Fagus orientalis),
- keleti gyertyán (Carpinus orientalis),
- kaukázusi szárnyasdió (Pterocarya caucasica),
- pontusi havasszépe (Rhododendron ponticum),
- örökzöld puszpáng (Buxus sempervirens var. arborescens),
- balkáni babérmeggy (Prunus laurocerasus).

### Balkáni babérlombú erdő
Jellegzetes fafaja a balkáni babérmeggy (Laurocerasus officinalis).
Cserjeszintjében nő: fatermetű puszpáng (Buxus sempervirens var. arborescens),

### Kelet-ázsiai babérlombú erdő
A legnagyobb összefüggő, babérlombú erdővel borított terület Közép-Kínában a Jangce folyó völgyétől Burma határáig terjedt. Ezen a vidéken az őshonos növényzetet többnyire kiirtották; a földet művelik. A megmaradt erdős foltok flórájának gazdagsága az észak-amerikai–atlanti flóráéval vetekszik, a platán és az akác kivételével valamennyi ottani nemzetség itt is megvan.
Nemcsak a cserjeszint gazdag, de lián is sokféle nő (pl. Actinidia, Campsis, Wisteria spp.). Jellegzetesek a bambuszsűrűségek (Phyllostachis, Arundinaria spp.). Az állományalkotó fajok részben a mérsékelt övi lombhullató fák, dél felé haladva azonban egyre több az örökzöld; közülük több a bükkfafélék családjába (Fagaceae) tartozik:
- gesztenye (Castanea),
- babérgesztenye (Castanopsis),
- tölgy (Quercus),
- qingfeng (Cyclobalanopsis)

nemzetségek.
Sok a fenyő (Pinopsida) is. Közel húsz itt élő nemzetségük között találunk Európából, illetve Amerikából ismerteket, mint például:
- tiszafa (Taxus),
- répafenyő (Pinus),
- hemlokfenyő (Tsuga),
- duglászfenyő (Pseudotsuga)

és olyan reliktum fajokat, mint:
- a páfrányfenyő (Ginkgo biloba) és
- a kínai mamutfenyő (Metasequoia glyptostroboides).

Dél felé haladva egyre több a tea- (Camellia), babér- (Laurus), valamint a liliomfafélék (Magnoliaceae) és a varázsdiófélék (Hamamelidaceae) családjaiból származó örökzöld. Hasonló erdőket találunk Korea déli partjai mentén és Japán déli felén. Mivel ezen fák lombkoronája viszonylag ritkás, alattuk gazdag cserjeszint alakul ki. A kelet-ázsiai babérlombú erdő jellegzetessége, hogy cserjeszintjében sok a bambusz (Bambuseae).
Kínában e babérlombú erdők állatvilágának közismert képviselői a pandák:
- az óriás panda és
- a kis panda.

### Dél-ázsiai babérlombú erdő
Északnyugat-India szárazabb éghajlatán, a Himalája előhegyein az örökzöld tölgyesek övében a fenyőket a himalájai hosszútűs fenyő (Pinus roxburghii), feljebb pedig a himalájai cédrus (Cedrus deodara) képviseli.
Néhány további, jellemző növénye:
- kámforfa (Cinnamomum camphora),
- kamélia (Camellia japonica)
- teacserje (Thea sinensis, Camellia sinensis)
- cikászfélék (Cycadaceae)
- japánciprus (Cryptomeria japonica)

### Észak-amerikai–atlanti babérlombú erdő

#### AzAppalache-hegységtőlkeletre és délre
A gazdag fás flórájú atlanti lomberdők folytatásaként a szubtrópusi klímahatás dacára is a mérsékelt égövön megszokott:
- hikori:
  - Carya tomentosa,
  - Carya glabra és
- tölgy-
  - Quercus alba,
  - Quercus michauxii stb.

fajok gyakoriak. Mellettük jellegzetes a mediterrán éghajlaton mindenfelé ültetett örökzöld, örökzöld liliomfa (Magnolia grandiflora).

#### Délkeleten
A durvaszemű homokon kialakult, tápanyagszegény talajokon fenyők válnak uralkodóvá. Szavannaszerű, nyílt állományaikban gyakoriak az avartüzek. A répafenyő (Pinus) nemzetség számos faja közül gazdaságilag a párás, meleg, partvidéki lapályokon növő floridai parti fenyő (Pinus elliottii) és a rendkívül hosszú tűs mocsári fenyő (Pinus palustris) jelentős.

#### Parti mocsarak, árterek
A parti mocsarak és árterek – ide értve a Mississippi alsó folyását is – a sík vidék mintegy 20%-át foglalják el. A ligeterdők legjellegzetesebb faja a pangóvizes termőhelyeken a hatalmasra növő amerikai mocsárciprus (Taxodium distichum). Kísérő lombos fajok:
- tupelo (Nyssa spp.),
- amerikai ámbrafa (Liquidambar styraciflua),
- tölgy (Quecus spp.),
- hikori (Carya spp.),
- szil (Ulmus spp.).

#### Floridai babérlombú erdő
Fő jellemzője, hogy teljesen fagymentes területeken alakult ki. A fő növényfajok:
- fésűs mocsárciprus (Taxodium distichum),
- amerikai tulipánfa (Liriodendron tulipifera).

### Kaliforniai (és oregoni) babérlombú erdő
A legjellemzőbb növényfajok:
- örökzöld mamutfenyő (Sequoia sempervirens),
- mogyoró (Corylus cornuta),
- óriás mamutfenyő (Sequoiadendron giganteum),
- cukorfenyő (Pinus lambertiana).

### Valdíviai babérlombú erdő
Az újvilági trópusok flórabirodalmában egyedül Valdivia chilei város környékén nőnek babérlombú erdők, amiket ezért gyakorta valdíviai erdőknek neveznek. Jellemző fajaik:
- déli bükk (Nothofagus sp.),
- fehér hortenzia (Hortensia scandens),
- chilefenyő (Araucaria aracuana)

### Az ipolytarnóci flóraegyüttes
A kora miocén korú ipolytarnóci lábnyomos homokkő az akkor ezen a területen élt babérlombú erdő növényeinek maradványait is megőrizte. A levéllenyomatok és egyéb, többnyire elszenesedett növényi részek alapján rekonstruált növénytársulás (aminek több faját erről a lelőhelyről írták le először) az ipolytarnóci flóraegyüttes nevet kapta a szakirodalomban.
Meghatározó növényfajai:
- Magnolia mirabilis (liliomfa),
- Laurus princeps (babér),
- Litsea ipolytarnocense,
- Engelhardia orsbergensis (ősi diófaféle),
- Platanus neptuni (ősi platánfaj),
- Cyclocarya cyclocarpa (ősi diófaféle),
- Schefflera gaudini (ősi, trópusi borostyánféle),
- Sabal major (legyezőpálma)
- Calamus noszkyi (kúszópálma)
- Smilax aspera (egyszikű)